# Список авиакомпаний Китая
- Air China — национальная авиакомпания Китая, широкая сеть маршрутов внутри страны и за рубеж
- Air China Cargo
- Air Macau — авиалинии из Макао
- Cathay Pacific — дальнемагистральные международные авиалинии из Гонконга
- China Eastern Airlines
- China Express Airlines
- China Southern Airlines
- China United Airlines — внутренние авиалинии в Китае из пекинского аэропорта Наньян
- China Postal Airlines
- Grandstar Cargo
- Hainan Airlines
- Hebei Airlines — регулярные рейсы из Шэньяна, прежнее название Northeast Airlines
- Henan Airlines
- Okay Airways
- Shandong Airlines
- Shanghai Airlines
- Shanghai Airlines Cargo
- Shenzhen Airlines
- Sichuan Airlines
- Tianjin Airlines
- Xiamen Airlines
- Beijing Capital Airlines
- Chengdu Airlines
- China United Airlines